# Vipsània Agripina
|  | No s'ha de confondre amb Agripina la Major. |

Vipsània Agripina (en llatí Vipsania Agripina) va ser la filla de Marc Vipsani Agripa i de Pompònia (filla de Tit Pomponi Àtic, l'amic de Ciceró).
August la va donar en matrimoni al seu fillastre Tiberi, que se la va estimar molt. Amb ell va tenir un fill, Drus el Jove, i estava prenyada altre cop, quan Tiberi se'n va haver de divorciar per orde de l'emperador, per casar-se amb Júlia, la filla d'August. Després Vipsània es va casar amb Asini Gal, que sempre va ser odiat per Tiberi especialment quan va afirmar que ja abans de casar-se havia tingut relacions adúlteres amb Vipsània i que Drus era en realitat el seu fill.
Va morir de mort natural l'any 20.